# Lineus mcintoshii
Lineus mcintoshii — вид неозброєних немертин родини Lineidae ряду Heteronemertea.

## Поширення
Вид зустрічається на півночі Атлантичного океану біля берегів Європи. Мешкає на материковому шельфі на піщаному або мулистому дні.